# Аксиньино (Тульская область)
Аксиньино — село в Венёвском районе Тульской области России.
В рамках административно-территориального устройства является центром Аксиньинского сельского округа Венёвского района, в рамках организации местного самоуправления входит в Мордвесское сельское поселение.
Бывший волостной центр Веневского уезда. 

## География
Находится в северо-восточной части Тульской области, в зоне хвойно-широколиственных лесов, в пределах Среднерусской возвышенности, на берегах реки Гореня (в старинных источниках — Горней), в 60 км к северо-востоку от Тулы и в 21 км к северо-востоку от райцентра, города Венёв. Из Москвы от МКАДа по М-4 до села Аксиньино протяжённость пути составит 143 км.

### Климат
Климат характеризуется как умеренно континентальный, с умеренно холодной зимой и тёплым летом. Среднегодовая многолетняя температура воздуха составляет +5 °C. Средняя температура воздуха самого холодного месяца (января) — −10 °C, средняя температура самого тёплого (июля) — +20 °C. Период с положительными температурами длится около 220—225 дней. Среднегодовое количество атмосферных осадков составляет 550—600 мм, из которых большая часть (около 70 %) выпадает в тёплый период. Среднегодовая скорость ветра составляет 5 м/с.

## История
Впервые упоминается в писцовой книге Растовецкого стана Тульского уезда 1626 года. В 1626 году в селе существовала деревянная церковь Архистратига Михаила. В 1646 году упомянуты фамилии крестьян: Фуников и Лобанов. В 1676 году по описи засечных укреплений в селе Аксиньино числились «двое ворот с городком». В конце XVIII — начале XIX века село принадлежало Давыдовым.
В селе существовал усадебный ансамбль (первая половина XIX века) принадлежавший Владимиру Денисовичу Давыдову, дяде героя Отечественной войны 1812 года Дениса Давыдова. В усадьбе хранилась богатая коллекция фарфора и работы известного художника Ореста Кипренского, который посетил Аксиньино около 1809 года. Барский дом Давыдовых существовал до 1900 года, когда был разобран. Помимо дома комплекс усадьбы включал церковь Спаса Нерукотворного Образа, колокольню, парные обелиски на въезде и фамильный склеп, над которым возвышалась беседка.
Церковь Спаса Нерукотворного Образа, строительство которой началось в 1790 году попечительством Прасковьи Алексеевны Давыдовой, была выполнена в формах русского классицизма. Закончено строительство было только в 1863 году новым владельцем имения подполковником Павлом Ивановичем Кремешным.
В «Экономических примечаниях» 1825 года указывалось, что в селе находился винокуренный завод, продукция которого постпала в Московскую и Тульскую губернию. В 1914—1916 годах в селе Аксиньино значиться питомник плодовых деревьев по разведению яблонь, которым владела Тулинова Екатерина Павловна. Она же являлась главным попечителем Аксиньинской земской школы, открытой в 1877 году и построенной дворянином А. О. Давыдовским рядом с храмом. В 1910 году в Аксиньинской земской школе обучалось 70 человек.
В советское время церковь была закрыта, разобран верхний ярус колокольни, сломаны обелиски. Помещение склепа использовали в качестве пекарни, а с 1940 года он числился в документации как бесхозный. В настоящее время беседка над склепом рухнула, сохранился полуразвалившийся и засыпанный склеп

## Население
| 2002 | 2010 |
| ---- | ---- |
| 217  | ↘199 |

## Инфраструктура
Личное подсобное хозяйство с зоной сельскохозяйственного использования, индивидуальная застройка усадебного типа.
Основа экономики — сельское хозяйство.
ГУЗ Веневская центральная районная больница, Аксиньинский фельдшерский здравпункт.

## Достопримечательности, памятные места
Мавзолей-усыпальница Давыдовых.
Церковь Спаса Нерукотворного Образа в Аксиньино
Колокольня
Обелиск

## Транспорт
Остановка общественного транспорта «Аксиньино» в центре села.

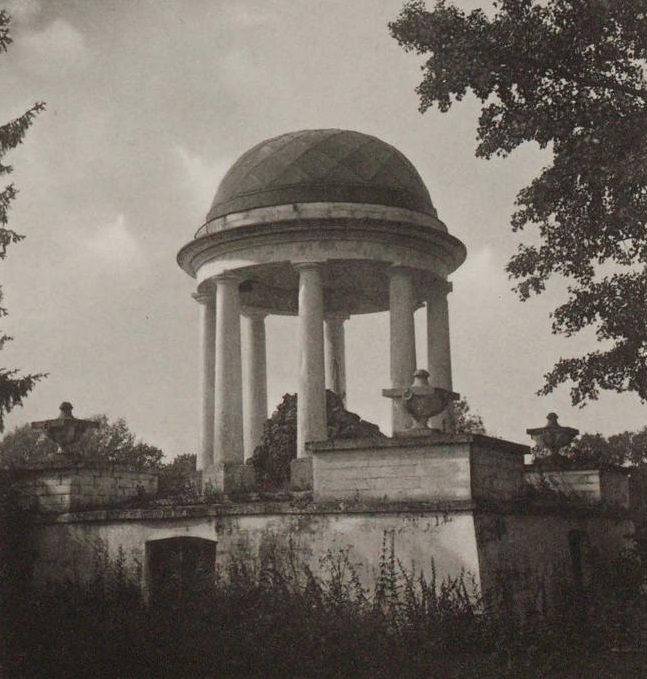
Мавзолей Давыдовых в начале XX века
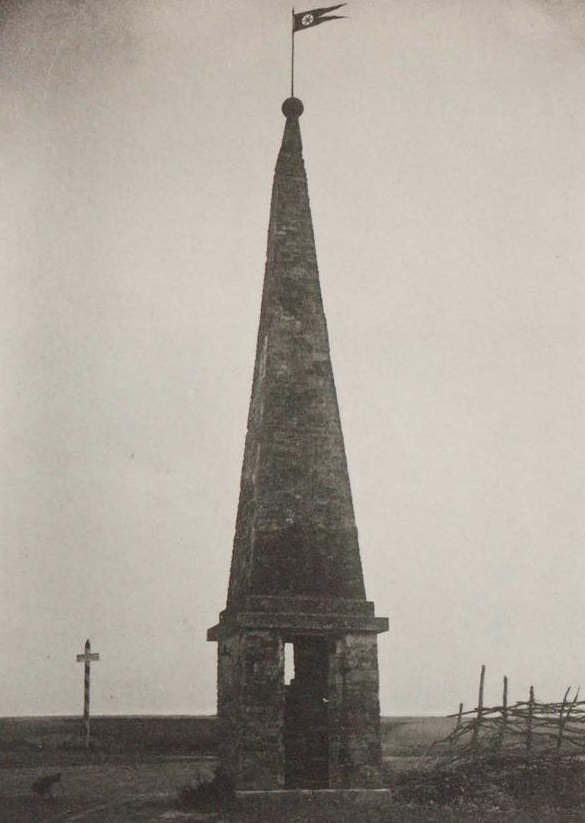
Въездной обелиск в начале XX века
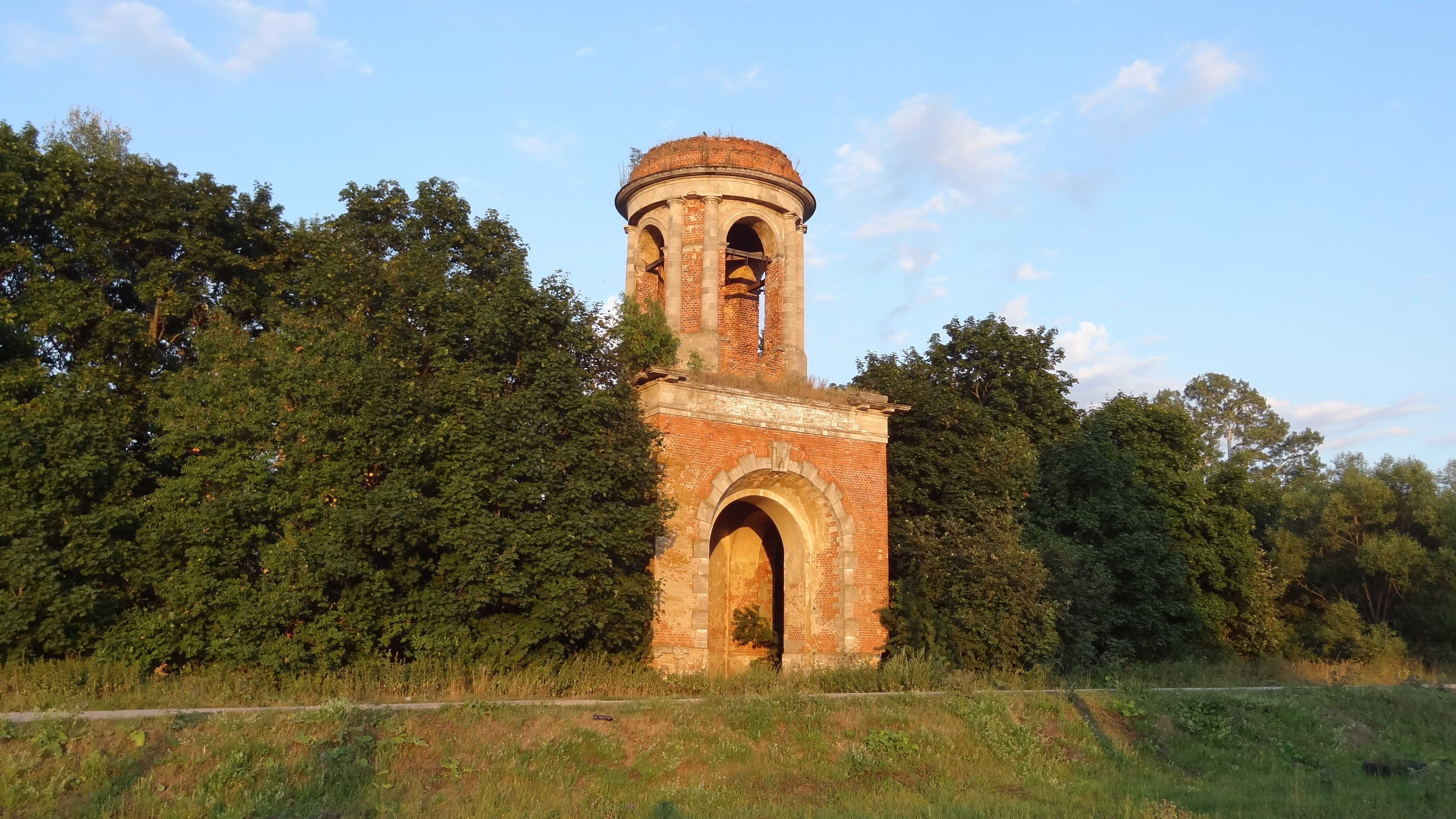
Колокольня церкви Спаса Нерукотворного Образа
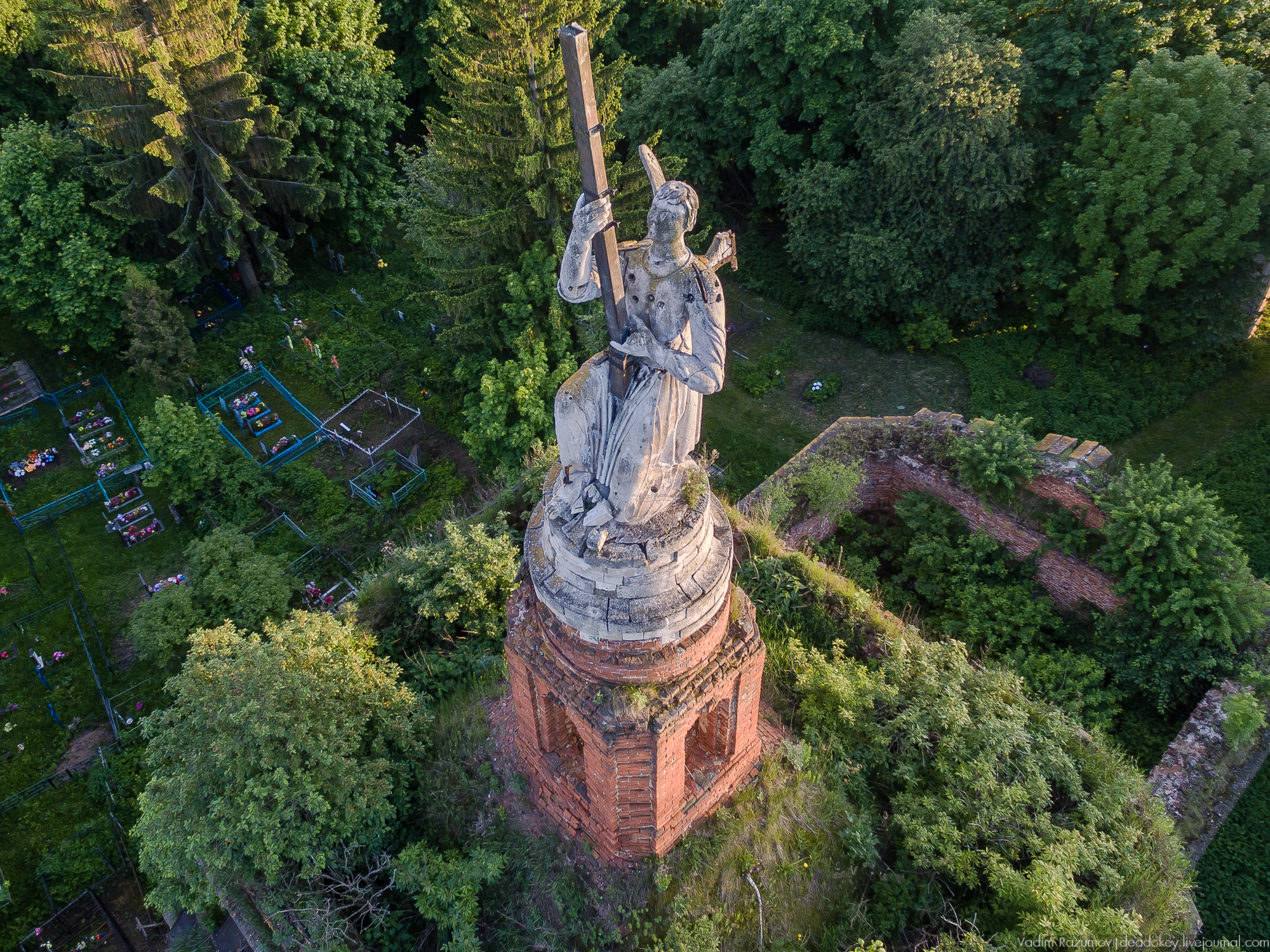
Фигура ангела на куполе храма